# Кубок Фінляндії з футболу 2002
Кубок Фінляндії з футболу 2002 — 48-й розіграш кубкового футбольного турніру в Фінляндії. Титул здобула Гака.

## Календар
| Раунд           | Дата             | Матчі | Клуби     |
| --------------- | ---------------- | ----- | --------- |
| Перший раунд    |                  | 39    | 294 → 255 |
| Другий раунд    |                  | 98    | 255 → 157 |
| Третій раунд    |                  | 49    | 157 → 108 |
| Четвертий раунд |                  | 48    | 108 → 60  |
| П'ятий раунд    |                  | 28    | 60 → 32   |
| 1/16 фіналу     | 1-11 липня 2002  | 16    | 32 → 16   |
| 1/8 фіналу      | 26-30 липня 2002 | 8     | 16 → 8    |
| 1/4 фіналу      | 11 вересня 2002  | 4     | 8 → 4     |
| 1/2 фіналу      | 26 вересня 2002  | 2     | 4 → 2     |
| Фінал           | 9 листопада 2002 | 1     | 2 → 1     |

## 1/16 фіналу
| Команда 1            | Рахунок      | Команда 2       |
| -------------------- | ------------ | --------------- |
| 1 липня 2002         |              |                 |
| Гямеенлінна          | 1:1 пен. 3:1 | ГІК             |
| Раума (3)            | 0:6          | Гонка (2)       |
| ГІК (U-20)           | 2:1          | ТП Лахті (3)    |
| ЇППО (3)             | 0:1          | ТП-47 (2)       |
| КяПа (3)             | 0:2          | РоПС (2)        |
| Келогонка (4)        | 0:4          | Алліанссі       |
| Кінгс Куопіо (3)     | 1:2          | Гністан (2)     |
| ЛПС (4)              | 0:3          | АС Вантаа (3)   |
| МюПа                 | 2:0          | КуПС (2)        |
| Паллохаїт Лаукаа (3) | 1:8          | Лахті           |
| Понністаят (3)       | 2:5          | Яро             |
| Терваріт Оулу (2)    | 0:1          | Інтер (Турку)   |
| ТП-Сейняйокі (2)     | 2:0          | Джазз           |
| ТПС (2)              | 0:3          | Тампере Юнайтед |
| ВГ-62 (2)            | 2:1          | ВПС             |
| 11 липня 2002        |              |                 |
| ПеПо (4)             | 0:5          | Гака            |

## 1/8 фіналу
| Команда 1     | Рахунок | Команда 2        |
| ------------- | ------- | ---------------- |
| 26 липня 2002 |         |                  |
| Алліанссі     | 3:1     | ТП-47 (2)        |
| 28 липня 2002 |         |                  |
| Гністан (2)   | 1:0     | Гямеенлінна      |
| ГІК (U-20)    | 1:0     | Тампере Юнайтед  |
| АС Вантаа (3) | 0:2     | РоПС (2)         |
| МюПа          | 2:0     | ВГ-62 (2)        |
| Гака          | 2:1     | Інтер (Турку)    |
| Лахті         | 3:0     | ТП-Сейняйокі (2) |
| 30 липня 2002 |         |                  |
| Яро           | 2:1     | Гонка (2)        |

## 1/4 фіналу
| Команда 1       | Рахунок      | Команда 2 |
| --------------- | ------------ | --------- |
| 11 вересня 2002 |              |           |
| Гністан (2)     | 2:3 дч       | Лахті     |
| ГІК (U-20)      | 1:3          | Яро       |
| МюПа            | 2:2 пен. 7:8 | Алліанссі |
| Гака            | 5:0          | РоПС (2)  |

## 1/2 фіналу
| Команда 1       | Рахунок      | Команда 2 |
| --------------- | ------------ | --------- |
| 26 вересня 2002 |              |           |
| Лахті           | 1:1 пен. 3:1 | Алліанссі |
| Гака            | 2:1          | Яро       |

## Фінал
| 9 листопада 2002 |

| Гака                                          | 4:1      | Лахті        |
| --------------------------------------------- | -------- | ------------ |
| Пасоя 45' Торккелі 69' Рістіля 74' Юленен 83' | Протокол | Коскінен 67' |

| «Фіннейр Стедіум», Гельсінкі Глядачів: 2 984 Арбітр: Петтері Карі |